# 藤澤有沙
藤澤 有沙（ふじさわ ありさ、英:Arisa Fujisawa 1989年10月27日 - ）は、日本の女性キーボーディスト、作詞家、作曲家、編曲家である。
宮城県仙台市 生まれ、埼玉県育ち。身長162cm。埼玉県立浦和西高等学校出身。

## 略歴
3歳からクラシックピアノを始める。18歳からはサポートキーボードの活動を始め、レコーディングなどにも参加。その後も楽曲のサポートやアレンジ、楽曲制作活動、講師としての活動、さらにはアーティストのライブにも参加している。現在は個人プロジェクト The Fabric ARTS として活動している。
2010年
- 20歳でYUI 4th Tour 2010〜HOTEL HOLIDAYS IN THE SUN〜に参加。

2011年
- 6月YUI LIVE 2011〜Hong Kong HOTEL HOLIDAYS IN THE SUN〜にて香港でのアリーナライブに参加。
- YUI 5th Tour 2011-2012 Cruising〜HOW CRAZY YOUR LOVE〜に参加。

2012年
- 8月17日：Chelsyとして音楽番組「僕らの音楽」にてmiwaと共演を果たす。
- 9月15日：大人ジェリービーンズのイベントにて憧れの渡辺麻友の「いつでもそばにいてあげる」で初共演を果たす[2]。同年11月3日のbayfm公開収録でも渡辺のサポートで再共演している。

2013年
- 9月16日：大宮ソニックシティで行われた渡辺麻友のソロライブ「Mayu'sレストラン 全曲フルコースを召し上がれ」で渡辺と再共演[3]。

## 人物
愛称は”ありごん”。名付け親はYUIである。3歳下の妹がいる。
姉妹での曲を趣味として制作している。好きな有名人は渡辺麻友。渡辺の愛称である“まゆゆ”にあやかって“ふじじ”をブログなどで使用している。PerfumeのファンクラブP.T.A.に入会している。
最初に憧れたキーボーディストは川村ケン。
ケンタッキー・フライドチキンやファミチキが好き。本人曰く「この二つが無くなってしまったら生きて行くモチベーションが下がる」と言い、世界が終わる日に食べたいのはケンタッキー（アルバイトしていたこともある）。から揚げ弁当のことを愛情を込めてKABTと呼ぶ。
ラーメンが好き。中でも一蘭がお気に入り。福岡でライブした際は本場の一蘭に行った。

## ライブやレコーディングなどに参加したアーティスト
- YUI[9][10]
- 中川翔子
- ひいらぎ
- 沢井美空
- hy4 4yh
- Galileo Galilei[11]
- BBHF
- コレサワ[12]
- ゴールデンボンバー[13]
- 鬼龍院翔
- 秋山黄色[14]
- 大原櫻子
- OOPARTZ
- Saku
- Somewhere[15]
- BEATLE MOTHER
- miwa
- 渡辺麻友